# Hiéroglyphe égyptien F16
Pour les articles homonymes, voir Corne.
La corne, en hiéroglyphes égyptiens, est classifiée dans la section F « Parties de mammifères » de la liste de Gardiner ; cet hiéroglyphe y est noté F16.

## Représentation
Il représente une corne de bovin (race Negou) . Il est translittéré db ou ˁb. 

## Utilisation
| a | b | F16 |

| a | b | F16 |

| H | Hn · n | t | F16 |

| H | Hn · n | t | F16 |

| a | b | F16 |

| a | b | F16 |

d'où découle son utilisation en tant que phonogramme bilitère ou complément phonétique de valeur ˁb.

## Exemples de mots
| a | b | F16 | Y1 · Z2 |

| a | b | F16 | Y1 · Z2 |

| a · a | b | F16 · D40 |

| a · a | b | F16 · D40 |

| a | b | t · F16 | Y1 |

| a | b | t · F16 | Y1 |